# Ноа Лайлс
Ноа Лайлс (на английски: Noah Lyles) e американски лекоатлет, спринтьор, носител на златен медал на 100 м от Олимпийските игри в Париж. Лайлс е и шесткратен световен шампион.

## Биография
Лайлс е роден на 18 юли 1997 г. в Гейнсвил, щата Флорида. Има брат (Джоузеф) и сестра (Аби).
Първоначално Лайлс започва да тренира гимнастика, но на 12 години се насочва към леката атлетика. Състезава се на 60, 100 и 200 метра.
Лайлс представлява Съединените щати на Младежките олимпийски игри през 2014 г., където печели златен медал на 200 м.
През 2019 г. Лайлс печели световното първенство в Катар на 200 м (с време 19,83 секунди) и щафетата 4×100 метра.
На Олимпийските игри през 2020 г. се състезава само на 200 метра, като заема трето място с резултат 19,74 секунди, на 0,12 секунди зад шампиона Андре Де Грас.
На световното първенство през 2022 г. в Юджийн, щата Орегон, САЩ печели злато в бягането на 200 метра с резултат 19,31 секунди (личният му рекорд на 200 м.) и сребро в щафетата 4×100 метра.
На световното първенство през 2023 г. в Будапеща, Унгария печели злато на 100 метра с личен рекорд от 9,83 секунди, както и злато на 200 метра с резултат 19,52 секунди и в щафетата 4×100 метра. Лайлс става вторият спринтьор в историята, след Юсейн Болт, който печели 200 метра на световно първенство повече от два пъти и седмият човек в историята, който има поне шест златни медала от световното първенство по лека атлетика.
На 4 август 2024 г. той печели златото на 100 метра на Олимпийските игри в Париж, като поставя личен рекорд от 9,79 секунди. Лайлс побеждава Кишейн Томпсън от Ямайка с 0,005 секунди благодарение на фотофиниш.